# Keroplatidae
Keroplatidae Rondani, 1856, è una famiglia cosmopolita di insetti dell'ordine dei Ditteri (Nematocera: Bibionomorpha), comprendente specie di interesse forestale associate ai funghi ma che, per il ricorrente regime alimentare zoofago o misto, sono note fra gli anglosassoni con il nome comune di predatory fungus gnats ("moscerini dei funghi predatori").

## Descrizione
L'adulto è un moscerino di dimensioni talvolta rilevanti rispetto alla generalità degli Sciaroidei, con corpo lungo da 3 a 15 mm. In alcune specie ricorre l'aposematismo, con l'imitazione della livrea e della forma di Imenotteri Vespoidei. Il capo è provvisto di occhi ben sviluppati, generalmente provvisto di 3 ocelli (assenti in Sciarokeroplatus) e antenne di 16 articoli, talvolta molto lunghe per la forma allungata degli antennomeri (Macrocera). Il torace è gibboso, le zampe sono particolarmente lunghe, con coxe allungate e tibie munite di speroni all'apice. L'addome è solitamente stretto e allungato.
Le ali sono a volte macchiate da bande scure e rivestite o meno da setole. La costa si estende fino al margine laterale, prolungandosi poco oltre la confluenza di R5. La subcosta è breve ma completamente formata e confluisce sulla costa. La radio origina tre ramificazioni: il settore radiale (Rs), infatti, si prolunga in R4+5, da cui si originano i rami posteriori R4 e R5; il primo è piuttosto breve e confluisce sulla costa poco distante dalla fine di R1, il secondo, più lungo, termina sulla costa in corrispondenza dell'apice dell'ala.

Rappresentazione schematica della venatura alare. C: costa; Sc: subcosta; R: radio; M: media; Cu: cubito; A: anale; h: omerale; m-cu: medio-cubitale. Da notare l'assenza della radio-mediale per la fusione della media con il ramo posteriore della radio.

Un carattere particolare della nervatura alare, in questa famiglia, con l'eccezione degli Arachnocampinae, è la fusione della radio con la base della media media per un brevissimo tratto; si forma perciò un incrocio in cui confluiscono il settore radiale e la medio-cubitale (interpretata da AMORIM & RINDAL come tratto basale della media) dal lato prossimale, mentre dal lato distale traggono origine i tratti iniziali di R4+5 e M1+2. La vena trasversa radio-mediale è perciò assente. Anche nella maggior parte dei Keroplatidae, il tratto iniziale della media è assente e le suddette vene trasversali, compresa Rs, delimitano una cellula basale chiusa. Fanno eccezione pochi generi, fra cui Arachnocampa, nei quali è presente il tratto basale della media (bM). Le vene posteriori presentano la tipica conformazione della generalità dei Bibionomorpha: la cubito si divide in due rami, CuA1 (o m-cu secondo l'interpretazione alternativa di Amorim % Rindal) e CuA2 (o CuA). Posteriormente a quest'ultima decorre una piega o falsa vena, denominata CuP, che in letteratura è ritenuta il residuo del ramo posteriore della cubito. Delle vene anali è ben sviluppata A1, ma si distingue anche la seconda anale, molto più breve della prima.

## Biologia
L'habitat di questi insetti è in genere di tipo forestale. Le larve vivono in microambienti umidi e poco illuminati, spesso sotto i corpi fruttiferi dei funghi delle Polyporaceae, ma sono frequenti anche le specie insediate nelle grotte o in altre cavità naturali. La loro etologia è eterogenea in quanto nella famiglia vi si annoverano specie le cui larve hanno regime alimentare micetofago, zoofago o misto, tuttavia vi sono marcate analogie nel modo di approvvigionamento del cibo: queste larve stendono una ragnatela igroscopica che cattura spore fungine e piccoli invertebrati. La predazione avviene grazie all'effetto letale del secreto emesso dalle ghiandole labiali, contenente soprattutto acido ossalico, lasciato sulla ragnatela. Occasionalmente possono essere predate anche pupe della stessa specie. Nella specie Planarivora insignis, la larva si comporta come parassitoide endofago a spese di platelminti terricoli del genere Planaria.
Una proprietà delle larve di alcune specie, ricorrente anche in altri Sciaroidea associati ai funghi, è la bioluminescenza, ovvero l'emissione di luce.
Gli adulti hanno il tipico comportamento dei moscerini dei funghi: frequentano luoghi ombrosi e umidi, nel sottobosco e presso corsi d'acqua, hanno un volo lento e abitudini per lo più crepuscolari o notturne.

## Distribuzione
La famiglia ha una larga distribuzione, con un areale che si estende anche alle regioni subartiche e subantartiche. Specie dei Keroplatidae sono infatti segnalate anche in Groenlandia e nelle Isole Crozet, nel sud dell'Oceano Indiano, a 45° di latitudine Sud. La maggiore concentrazione di specie si ha nell'emisfero australe e nella regione orientale.

## Sistematica
Come altre famiglie degli Sciaroidea costituite di recente, i Keroplatidae sono stati inseriti in un raggruppamento distinto scorporandoli dalla famiglia dei Mycetophilidae sensu lato. Secondo le segnalazioni più recenti, comprende circa 950 specie descritte, ripartite fra 86 generi, ma molte specie delle regioni tropicali sono ancora sconosciute. L'albero tassonomico suddivide i Keroplatidae in quattro sottofamiglie, due delle quali, a loro volta, suddivise in tribù:
- Arachnocampinae, con il solo genere Arachnocampa
- Keroplatinae, la più rappresentativa, suddivisa in due tribù:
  - Keroplatini
  - Orfeliini
- Macrocerinae, suddivisa in due tribù:
  - Macrocerini
  - Robsonomyiini
- Sciarokeroplatinae, comprendente la sola specie Sciarokeroplatus pileatus.

In Europa sono presenti oltre un centinaio di specie, ripartite fra tre sottofamiglie in 16 generi:
- Sottofamiglia Arachnocampinae: Arachnocampa
- Sottofamiglia Keroplatinae: Antlemon, Asindulum, Cerotelion, Isoneuromyia, Keroplatus, Macrorrhyncha, Monocentrota, Neoplatyura, Orfelia, Platyura, Pyratula, Rocetelion, Rutylapa, Urytalpa
- Sottofamiglia Macrocerinae: Macrocera

In Italia è segnalata la presenza di 15 specie appartenenti a 8 generi, di cui i più rappresentati sono rispettivamente Orfelia e Keroplatus.